# Mod MTV
O Mod MTV foi um programa de televisão exibido pela MTV Brasil em 2011, idealizado e apresentado pelo advogado especializado em tecnologia Ronaldo Lemos. Voltado para temas da cultura digital, o programa explorava como as inovações tecnológicas da época influenciavam a vida social e a produção cultural.

## O Programa
O Mod MTV foi exibido pela MTV Brasil entre 25 de abril e 12 de dezembro de 2011, totalizando 22 episódios divididos em duas temporadas. A atração ia ao ar às segundas-feiras: os episódios da primeira temporada eram exibidos às 21h15, enquanto os da segunda temporada passavam às 21h30.
Cada episódio tinha aproximadamente 15 minutos de duração e reuniu quase uma centena de depoimentos de especialistas, empreendedores e artistas de diversas partes do mundo. O objetivo era apresentar diferentes perspectivas sobre tecnologias contemporâneas e seus impactos culturais e sociais.
Gravado em Nova Iorque, o programa foi produzido durante o período em que o apresentador Ronaldo Lemos atuava como professor visitante na Universidade de Princeton, em Nova Jersey. A produção ficou a cargo da Chocolate Productions e integrou a nova grade de programação da MTV Brasil, lançada em março de 2011.
O nome “Mod” é uma abreviação de modification, termo amplamente utilizado por hackers, gamers e entusiastas de tecnologia para se referir à modificação de sistemas fechados.
Curiosamente, cerca de um mês antes da estreia, veículos como O Estadão, Extra e Superinteressante divulgaram que a atração se chamaria 15 Minutos de Tecnologia, e que seria exibida às sextas-feiras.

## Conteúdo expansivo no mundo digital
Com o objetivo de integrar sua audiência a uma experiência multiplataforma pioneira para a época, o Mod MTV dispôs de um site pensado como uma extensão viva do conteúdo exibido na televisão. Além de disponibilizar os episódios na íntegra, com versões legendadas em inglês, a plataforma levava o programa para outros espaços de circulação e diálogo.
No blog do site, especialistas e colaboradores aprofundavam os temas abordados nos episódios, oferecendo textos exclusivos, entrevistas, reflexões críticas, recomendações culturais e links comentados. O conteúdo se expandia e convidava o público a mergulhar em novas perspectivas sobre o que havia sido apresentado na TV.
Entre temporadas, o site mantinha o público engajado com enquetes, votações e comentários, reforçando o vínculo com a audiência. Essa relação fluida entre televisão e internet marcou o programa como um dos primeiros programas da emissora a dialogar com naturalidade com a cultura digital.

## Episódios
| Temporadas | Temporadas   | Episódios | Local de gravação | Exibição original     | Exibição original      |
| Temporadas | Temporadas   | Episódios | Local de gravação | Estreia de temporada  | Final de temporada     |
| ---------- | ------------ | --------- | ----------------- | --------------------- | ---------------------- |
|            | 1ª Temporada | 12        | Estados Unidos    | 25 de abril de 2011   | 11 de julho de 2011    |
|            | 2ª Temporada | 10        | Estados Unidos    | 10 de outubro de 2011 | 12 de dezembro de 2011 |

### 1ª Temporada
| # | Título                  | Exibição original na MTV | Duração |
| --- | ----------------------- | ------------------------ | ------- |
| 1 | "Faça Você Mesmo"       | 25 de abril de 2011      | 13:42   |
| Sinopse: No primeiro programa, uma entrevista com Girl Talk, a curadora do MoMA Barbara London, o vice-presidente do site RCRD LBL, Elliot Aronow, a banda Atomic Tom, um paralelo entre a cultura do “faça você mesmo” e o hip-hop, e muito mais. |                         |                          |         |
| 2 | "Colaborativismo"       | 2 de maio de 2011        | 13:21   |
| Sinopse: O segundo episódio do Mod MTV aborda o movimento do colaborativismo possibilitado pela internet. Conta com entrevistas com Casey Pugh, idealizador do Star Wars Uncut; Yancey Strickler, cofundador do Kickstarter; Bruno Natal e Pedro Seiler, do Queremos!; e Peter Sunde, do Flattr. |                         |                          |         |
| 3 | "Tecnologias Obsoletas" | 9 de maio de 2011        | 13:23   |
| Sinopse: Ronaldo Lemos explora como tecnologias obsoletas estão sendo resgatadas como ferramentas de criação de conteúdo relevantes no mundo atual. Os artistas Don Miller e Minusbaby revelam a nova cena musical em 8-bit; Michael McGregor, fundador do site Curatorial Club, mostra o retorno das fitas cassete; e o produtor musical brasileiro Arthur Joly apresenta os sintetizadores que ele mesmo constrói. |                         |                          |         |
| 4 | "Arte"                  | 16 de maio de 2011       | 13:24   |
| Sinopse: Ronaldo Lemos explora os novos caminhos trilhados por artistas que incorporam a tecnologia às suas criações, não apenas como ferramenta, mas também como tema central. Aaron Meyers, designer e programador, desenvolve diversos aplicativos para a web; Fran Ilich, artista da contracultura, criou a experiência do dinheiro de pixels; Aram Bartholl apresenta seu projeto Dead Drops, que integra arte, tecnologia e espaço urbano; e o videomaker Ryan Trecartin discute os efeitos da internet sobre a arte e a sociedade. |                         |                          |         |
| 5 | "TV vs. Internet"       | 23 de maio de 2011       | 13:18   |
| Sinopse: Ronaldo Lemos investiga o futuro da relação entre TV e internet, reunindo opiniões de espectadores nas ruas de Nova York, da cofundadora da Blip.tv, Dina Kaplan, e do creative technologist Casey Pugh. |                         |                          |         |
| 6 | "Ciberativisvo"         | 30 de maio de 2011       | 12:52   |
| Sinopse: Gabriella Coleman, professora de Mídia, Cultura e Comunicação da NYU, analisa o papel positivo dos hackers na política. Ethan Zuckerman, fundador do site Global Voices, destaca a importância de uma conexão emocional direta para superar barreiras entre países e engajar colaboradores. Já a cineasta brasileira Iara Lee levanta a questão sobre o nível de envolvimento necessário para que os ativistas sejam verdadeiramente ativos. |                         |                          |         |
| 7 | "Música"                | 6 de junho de 2011       | 13:18   |
| Sinopse: Ronaldo Lemos explora como o que é frequentemente chamado de "crise" é, na verdade, uma explosão de conteúdo, artistas, possibilidades e criatividade. RJ Bentler, produtor executivo do Pitchfork, revela experiências pioneiras de shows e videoclipes na internet. A artista Amanda Palmer compartilha sua relação com os fãs pelas redes sociais. O cantor Jamie Lidell discute o papel da tecnologia nas performances musicais. E os Gregory Brothers explicam por que decidiram unir música e jornalismo no Auto-Tune News. |                         |                          |         |
| 8 | "Privacidade"           | 13 de junho de 2011      | 13:23   |
| Sinopse: O autor Andrew Keen discute o impacto das redes sociais e do excesso de transparência online no século XXI. Jillian York, da Electronic Frontier Foundation (EFF), aborda a defesa das liberdades civis no contexto das novas tecnologias. Ronaldo Lemos conversa com Maxwell Salzberg, um dos criadores do Diaspora, uma rede social onde o usuário tem total controle sobre o compartilhamento de seus dados, e com Jaron Lanier, cientista da computação, que explica o que seria uma divulgação de dados equilibrada e ética na internet. Harlan Yu, da Universidade de Princeton, apresenta ferramentas que garantem segurança e privacidade na rede. E diversos nova-iorquinos compartilham suas opiniões sobre privacidade online. |                         |                          |         |
| 9 | "Games"                 | 20 de junho de 2011      | 12:47   |
| Sinopse: Ronaldo Lemos desmitifica o universo dos games, quebrando os mitos e tabus que ainda o cercam. Mark Skaggs, da desenvolvedora Zynga, fala sobre o papel dos games nas relações sociais. James Portnow, um dos criadores do Call of Duty, discute como os videogames podem melhorar o aprendizado, o pensamento estratégico e o espírito de equipe. Kyle Johnsen, criador do site Cosplay.com, e a cosplayer Jia Jem mostram como a cultura do cosplay tem crescido ao redor do mundo, incluindo no Brasil. |                         |                          |         |
| 10 | "Periferias"            | 27 de junho de 2011      | 11:57   |
| Sinopse: Ronaldo Lemos revela as tendências e possibilidades da produção periférica. O artista 8-bit Don Miller fala sobre os games educativos criados para países em desenvolvimento usando consoles antigos. Jeffrey Lane, da Princeton University, aponta o lado negativo do uso da tecnologia em guetos, onde gangues disputam território por meio das redes sociais. E, no Brasil, Thiago Firmino, representante cultural, DJ e monitor de turismo, junto a outros moradores do Morro Santa Marta, mostra como utilizam diversas ferramentas tecnológicas. |                         |                          |         |
| 11 | "Livros"                | 4 de julho de 2011       | 13:08   |
| Sinopse: O autor Nicholas Carr discute os prejuízos do abandono da leitura no papel em favor da leitura na tela. Ann Thornton, da Biblioteca Pública de Nova York, apresenta os benefícios do acervo virtual. Jorge Viveiros de Castro, da Editora 7 Letras, fala sobre a relação entre os preços dos livros digitais e impressos. Mike Matas, da Push Pop Press, revela os novos formatos e linguagens da leitura digital. E diversos nova-iorquinos explicam por que preferem um ou outro formato. |                         |                          |         |
| 12 | "Contra a Internet"     | 11 de julho de 2011      | 12:52   |
| Sinopse: O último episódio da temporada do Mod MTV aborda um tema ainda pouco discutido: os malefícios da internet. Ronaldo Lemos conversa com especialistas como Nicholas Carr, que explica como o uso constante de ferramentas online está tornando as pessoas superficiais; Jaron Lanier e Andrew Keen discutem como temos a tendência de nos isolarmos em “bolhas” online; e o vlogger PC Siqueira opina sobre o poder controverso da internet. |                         |                          |         |

### 2ª Temporada
| # | Título                    | Exibição original na MTV | Duração |
| --- | ------------------------- | ------------------------ | ------- |
| 1 | "O Futuro do Audiovisual" | 10 de outubro de 2011    | 13:57   |
| Sinopse: Se alguns chamam de crise, neste primeiro episódio da nova temporada do Mod MTV, Ronaldo Lemos prova que o audiovisual está mais vivo e efervescente do que nunca. A cineasta Ry Russo-Young revela o papel dos diversos formatos de filme e vídeo em sua obra; Alex Tyson e o compositor Troy Herion mostram como o som e a imagem refinados ainda têm espaço; e o repórter Bruno Torturra compartilha sua experiência como “âncora” de um canal de live streaming participativo. |                           |                          |         |
| 2 | "Biotecnologia"           | 17 de outubro de 2011    | 12:57   |
| Sinopse: O designer Tuur Van Balen fala sobre seu projeto “Pigeon D’Or”, no qual transforma as fezes de pombos em detergente. Kate Carmody, curadora da exposição Talk To Me do MoMA, apresenta as obras que utilizam tecnologia para interagir com o corpo humano. Os artistas Yury Gitman e Joel Murphy discutem os usos do Pulse Sensor na arte. E o bio-artista brasileiro Eduardo Kac fala sobre seus projetos mais polêmicos, como a planta com DNA humano e a coelha transgênica Alba, que emite luz fluorescente. |                           |                          |         |
| 3 | "Moda"                    | 24 de outubro de 2011    | 13:40   |
| Sinopse: A artista Becky Stern e a estilista Diana Eng revelam seus projetos de roupas tecnológicas. A fotógrafa Maya Villiger discute a moda de rua. Marissa Evans fala sobre o site Go Try It On. E Ronaldo Lemos entrevista a especialista Johanna Blakley. |                           |                          |         |
| 4 | "Pirataria"               | 31 de outubro de 2011    | 13:43   |
| Sinopse: Ronaldo Lemos mostra que a crise de alguns é a oportunidade de novos negócios digitais para outros, e que existem alternativas que podem ser proveitosas para todos. Emily Haines e James Shaw, da banda Metric, contam como as novas mídias potencializam a relação com o público. O autor Adam Mansbach fala sobre o fenômeno dos downloads do seu livro Go the F**k to Sleep. Amanda Palmer compartilha como organiza shows espontaneamente pelas redes sociais. Peter Ferraro apresenta o estúdio da rádio online East Village Radio. Alex Tyson e Troy Herion falam sobre o projeto de acervo da música eletrônica Data Garden. E o pesquisador Joe Karaganis discute a relação entre as economias dos países e a pirataria.                                                                               |                           |                          |         |
| 5 | "Indie Games"             | 7 de novembro de 2011    | 13:17   |
| Sinopse: O designer Tarn Adams fala sobre o sucesso de Dwarf Fortress. Chris Novello explica sua criação Illucia, um videogame que joga videogame. A curadora do MoMA, Kate Carmody, apresenta os games da exposição Talk To Me. Jesse Schell discute a importância criativa da produção independente. E os cineastas James Swirsky e Lisanne Pajot compartilham detalhes sobre seu documentário Indie Game: The Movie. |                           |                          |         |
| 6 | "Governos Digitais"       | 14 de novembro de 2011   | 13:25   |
| Sinopse: O programador Pedro Markun e a jornalista Daniela Silva falam sobre o projeto de dados governamentais abertos Transparência Hacker. Robert Freeman, do Comitê Governo Aberto de Nova Iorque, analisa a importância da divulgação de documentos e informações. Natalia Viana, co-fundadora da agência de jornalismo investigativo Pública, discute o papel da imprensa e do cidadão no cenário atual. E o estrategista tecnológico Andrew Rasiej mostra como, por meio de ferramentas online, o povo consegue produzir mais resultados que o próprio governo. |                           |                          |         |
| 7 | "Saúde e Privacidade"     | 21 de novembro de 2011   | 12:58   |
| Sinopse: Ronaldo Lemos coloca na balança saúde e privacidade na web. Ari Meisel revela como conseguiu controlar todos os sintomas da doença de Crohn utilizando aplicativos para detalhar seus dados. A publicitária Marie Dupuch apresenta o projeto Mood Tracker, que analisa padrões de humor. O consultor de design Steven Dean fala sobre as diversas formas de monitoramento online e suas utilidades. Adam Leibsohn explica o aplicativo Voyurl, que analisa como o usuário navega na internet. A Dra. Helen Wallace, do grupo Gene Watch, discute os riscos da análise de sequências genéticas, e Jeremy Gruber, do Council for Responsible Genetics, revela a extensão em que essas análises têm sido feitas pelo mundo. O designer Tuur Van Balen volta ao Mod MTV, alertando sobre as patentes do DNA humano. |                           |                          |         |
| 8 | "Educação"                | 28 de novembro de 2011   | 13:19   |
| Sinopse: Katie Salen, diretora executiva do Institute of Play, mostra como a tecnologia pode ser usada de forma educativa. Os autores Julian Dibbell e Jesse Schell falam sobre gamificação e sua capacidade de motivar o aprendizado. Luciano Meira, professor da UFPE, conta sobre as Olimpíadas de Jogos Educativos, realizadas em Pernambuco. Daphne Carr, da Columbia University, explora como música e som podem ser usados em trabalhos acadêmicos. E Jim Groom, guru do movimento Edupunk, explica a educação faça-você-mesmo! |                           |                          |         |
| 9 | "Dinheiro"                | 5 de dezembro de 2011    | 13:55   |
| Sinopse: Essa é a primeira vez que o Bitcoin foi mencionado na TV brasileira. Bruce Wagner, do The Bitcoin Show, fala sobre a moeda mais polêmica dos últimos tempos. Julieta Aranda explica como o Time/Bank usa o tempo como valor de troca. O escritor Julian Dibbell discute o poder do dinheiro de videogames. Jesse Schell aborda o futuro das moedas criadas por redes sociais. E Jerry Michalski, criador do Relationship Economy eXpedition, expõe a História e as consequências da monetização excessiva na sociedade. |                           |                          |         |
| 10 | "Sound Art"               | 12 de dezembro de 2011   | 14:01   |
| Sinopse: Alan Licht, autor do livro “Sound Art”, explica as diferentes categorias das obras sonoras. O fundador da galeria Audio Visual Arts, Justin Luke, fala sobre as possibilidades que a tecnologia trouxe para essa forma de arte. Os artistas Janet Cardiff e George Bures Miller discutem suas obras, nas quais exploram espaços sonoros. E os designers Sam Cusumano e Miriam Simun explicam o projeto Data Garden, que utiliza jardins como cenários para a sound art. |                           |                          |         |